# Kanton Livarot-Pays-d'Auge
Livarot-Pays-d'Auge ( voorheen Livarot ) is een kanton van het Franse departement Calvados. 11 van de 12 gemeenten maken deel uit van het arrondissement Lisieux, Vendeuvre valt onder het arrondissement Caen. Het decreet van 24 februari 2021 bracht de naam van het kanton in overeenstemming met zijn hoofdplaats.

## Gemeenten
Het kanton Livarot omvatte tot 2014 de volgende 22 gemeenten:
- Auquainville
- Les Autels-Saint-Bazile
- Bellou
- La Brévière
- La Chapelle-Haute-Grue
- Cheffreville-Tonnencourt
- Fervaques
- Heurtevent
- Lisores
- Livarot
- Le Mesnil-Bacley
- Le Mesnil-Durand
- Le Mesnil-Germain
- Les Moutiers-Hubert
- Notre-Dame-de-Courson
- Sainte-Foy-de-Montgommery
- Sainte-Marguerite-des-Loges
- Saint-Germain-de-Montgommery
- Saint-Martin-du-Mesnil-Oury
- Saint-Michel-de-Livet
- Saint-Ouen-le-Houx
- Tortisambert

Na 
- de herindeling van de kantons bij decreet van 17 februari 2014, met uitwerking op 22 maart 2015
- de samenvoeging op 1 januari 2016 van de gemeenten Auquainville, Les Autels-Saint-Bazile, Bellou, Cerqueux, Cheffreville-Tonnencourt, La Croupte, Familly, Fervaques, Heurtevent, Livarot, Le Mesnil-Bacley, Le Mesnil-Durand, Le Mesnil-Germain, Meulles, Les Moutiers-Hubert, Notre-Dame-de-Courson, Préaux-Saint-Sébastien, Sainte-Marguerite-des-Loges, Saint-Martin-du-Mesnil-Oury, Saint-Michel-de-Livet, Saint-Ouen-le-Houx en Tortisambert tot de fusiegemeente (commune nouvelle) Livarot-Pays-d'Auge
- de samenvoeging op 1 januari 2016 van de gemeenten La Brévière, La Chapelle-Haute-Grue, Sainte-Foy-de-Montgommery en Saint-Germain-de-Montgommery tot de fusiegemeente (commune nouvelle) Val-de-Vie
- de samenvoeging op 1 januari 2016 van de gemeenten La Chapelle-Yvon, Saint-Cyr-du-Ronceray, Saint-Julien-de-Mailloc, Saint-Pierre-de-Mailloc en Tordouet tot de fusiegemeente (commune nouvelle) Valorbiquet
- de samenvoeging op 1 januari 2017 van de gemeenten van het opgeheven kanton Saint-Pierre-sur-Dives, namelijk Boissey, Bretteville-sur-Dives, Hiéville, Mittois, Montviette, L'Oudon, Ouville-la-Bien-Tournée, Sainte-Marguerite-de-Viette, Saint-Georges-en-Auge, Saint-Pierre-sur-Dives, Thiéville, Vaudeloges en Vieux-Pont-en-Auge tot de fusiegemeente (commune nouvelle) Saint-Pierre-en-Auge

omvat het kanton Livarot-Pays-d'Auge de volgende 12 gemeenten:
- Cernay
- La Folletière-Abenon
- Lisores
- Livarot-Pays-d'Auge (hoofdplaats)
- Orbec
- Saint-Denis-de-Mailloc
- Saint-Martin-de-Bienfaite-la-Cressonnière
- Saint-Pierre-en-Auge
- Val-de-Vie
- Valorbiquet
- Vendeuvre
- La Vespière-Friardel